# آبشار توری
آبشار توری (به انگلیسی: Tory's Falls) آبشاری است که در کارولینای شمالی واقع شده و ارتفاع کلی ریزشگاه آن ۱۰۰ فوت (۳۰ متر) است.